# Метаетика
Метае́тика (від грец. μετά — за, після і етика, букв. — те, що перебуває за етикою) — у сучасній філософії — етика як теоретична дисципліна, на відміну від нормативної й емпіричної етики. Етика як наукова теорія тут протиставляється іншим рівням дослідження проблем моралі й відривається від них.

## Предмет метаетики
Предметом метаетики є «моральна мова», логіка моральних понять, принципи побудови ієрархії моральних цінностей (неопозитивізм в етиці, аксіологія етична). Ці проблеми метаетика розглядає ізольовано від закономірностей практичного регулювання моральних відносин, від втілення цих закономірностей у системі моральних норм, принципів, ідеалів; етика тлумачиться як «позапартійна», нейтральна наука.